# Chuculba alla
Chuculba alla is een vlokreeftensoort uit de familie van de Stenothoidae. De wetenschappelijke naam van de soort is voor het eerst geldig gepubliceerd in 1974 door Jerry Laurens Barnard.